# Baló Zoltán (katonatiszt)
Vitéz Baló Zoltán (Budapest, 1883. január 23. – Budapest, 1966. december 10.) magyar katona, posztumusz vezérőrnagy, a lengyel–magyar kapcsolatok kiemelkedő alakja a második világháború idején.

## Élete
Apja postatiszt volt. Apai nagyapja, Baló Benjámin (1813?-1869) 1849-től 1859-ig aradi református lelkész volt, ő kísérte utolsó útjukra az aradi vértanúkat.
Legidősebb gyermekként született a családba. Reáliskolában érettségizett 1901-ben, majd 1904-ig a Ludovika Akadémián tanult. 1904 és 1913 között a soproni 18. honvéd gyalogezred alantos tisztjeként, 1913 és 1916 között pedig budapesti ezredsegédtisztként, zászlóaljparancsnokként szolgált. Közben az 1909-1910-es években elvégezte a felsőbb tiszti tanfolyamot.
1914-ben a szerb, 1915-1916 folyamán az orosz harctéren harcolt, két alkalommal megsebesült. Orosz hadifogságba került, ahonnan 1920-ban Japánon keresztül sikerült hazatérnie. 1925-ig Budapesten és Cegléden 1. segédtiszti, illetve zászlóaljparancsnoki beosztásban szolgált. 1921-ben a budapesti 2. gyalogezred fiatal őrnagyaként részt vett a budaörsi csatában. 1925-ben a Honvédelmi Minisztérium (HM) Személyügyi osztályára kapott kinevezést. 1929-ben előléptették ezredessé. 1930-1935 között Szegeden volt ezredparancsnok, utána 1937-es nyugdíjazásáig testnevelési felügyelő volt.
1939. szeptember 22-én újra tényleges állományba helyezték és a HM XXI. osztályának vezetésével bízták meg. A tisztségre Barabás Emil altábornagy, a HM első katonai csoportfőnöke javasolta, aki Szegedről ismerte őt. Az osztály elsődleges feladata a Magyarországra menekült lengyel katonák lefegyverzése és internálása volt a nemzetközi jog (genfi egyezmények) szabályai szerint. Német nyomásra 1944-ben ismét nyugdíjazták. 1945. május 9-én a HM igazolta, s visszakapta egyenruha- és fegyverviselési engedélyét. Ugyanebben az évben ismételten tényleges állományba került, a HM Tájékoztatási osztályán a lengyel ügyek intézésére vezényelték, majd 1946-ban harmadszor is nyugállományba helyezték. 1950-ben nyugdíját megvonták, ezután fizikai munkát végzett. 1955-től 500 Ft-os félnyugdíjat folyósítottak számára, amit 1960-ban 600 Ft-ra kiegészítettek.
1992-ben posztumusz vezérőrnaggyá léptették elő.

## Menekültügy
1939 szeptemberében a lengyel hadsereg egy része, kb. 60 000 ember, Lengyelország megszállása miatt Magyarországra menekült. 13 tábornok, 5000 tiszt, sőt családtagok is voltak közöttük. Az általa vezetett HM Hadifoglyok és internáltak ügyei nevű XXI. osztály munkáját döntően a lengyel internált katonák felügyelete jelentette, de a lényegesen kisebb számú angol, francia, belga, holland és szovjet hadifoglyok ügyei is hozzátartoztak. Az osztály a Honvéd utcai, akkor Károly főherceg laktanyában kapott irodahelyiségeket, és autó is a rendelkezésére állt a gyakori vidéki utak miatt.
Kezdetben határ menti különítményeket szervezett, amelyek a lefegyverzést tapintatosan, a hagyományos lengyel-magyar barátság jegyében hajtották végre. Ezt követően kb. 100 katonai tábor felállítását szervezte meg. A táborban jó elszállásolást és ruházatot biztosított a menekülteknek, s kijárta, hogy megfelelő illetményeket, valamint munkavállalási engedélyt is kapjanak. Bár a németbarát erők megfigyelték, és a német követség mindvégig tiltakozott a tevékenysége ellen, szemet hunyt a szökések miatt, amelyek célja az volt, hogy a lengyel internáltak a déli határszakaszon elhagyják Magyarországot, s Franciaországban vagy Angliában harcoljanak tovább a németek ellen. Munkája során jó kapcsolatokat ápolt id. Antall Józseffel és Henryk Sławikkal, és sok zsidó és nem zsidó lengyel katonát adott át a lengyel polgári menekültekkel foglalkozó Belügyminisztérium IX. osztály munkatársainak. (Antall 1946-os könyvében nem említette meg őt.) Segítséget nyújtott a magyarországi lengyel ellenállási mozgalom katonai vonalának kialakításában is.
A lengyel ügy iránti elkötelezettségét nem jó szemmel néző, német orientáltságú HM vezetés 1943-ban felmentette beosztásából, előléptetési eljárását pedig megakasztották. Október 30-án a Gellért Szálló Különtermében Aleksander Król mérnök alezredes mondott köszönetet neki munkájáért a lengyel katonák nevében.
A világháború után több feljelentés érkezett ellene a szovjetekhez, de egy lengyel orvos megmentette az életét, miután azt állította róla, hogy ragályos beteg.
A lengyelek folyamatosan keresték a kapcsolatot vele, de méltó elismerésére csak a rendszerváltás után, 1999-ben került sor, amikor a Lengyel Köztársaság elnöke posztumusz kitüntette, a magyar állam pedig vezérőrnaggyá léptette elő.

## Emlékezete
- Varsóban utcát neveztek el róla, ahol emléktáblát is avattak a tiszteletére. Az utca a Teleki Pál utcába torkollik.
- Budapesten a II. kerület, Margit körút 58. szám alatti ház falán helyeztek el emléktáblát a tiszteletére.

## Kitüntetései
- 1908 - Katonai Jubileumi Kereszt
- 1912/1913 - Emlékkereszt
- 1914 - Bronz katonai érdemérem a kardokkal (Signum Laudis)
- 1914, 1915 - Sebesülési érem
- 1915 - Ezüst katonai érdemérem a kardokkal
- 1915, 1916 - III. katonai érdemérem a kardokkal
- 1929 - Bronz katonai érdemérem
- 1930 - III. o. magyar érdemkereszt
- 1935 - Bolgár Szent Sándor-rend
- 1937 - II. o. magyar érdemkereszt
- 1942 - Ezüst katonai érdemérem
- 1999 - Lengyel Köztársaság Érdemrend tiszti keresztje (lengyelül: Krzyż Oficerski Orderu Zasługi Rzeczypospolitej Polskiej)